# Índice del envase
El índice del envase o índice del recipiente (IR) es un valor numérico que consiste en el porcentaje de recipientes que contienen agua y están infestados con las larvas y/o crisálidas del mosquito transmisor del virus del dengue.
El índice del envase proporciona una indicación más detallada de la abundancia de la población larvaria. Las encuestas larvales que utilizan el IR son mucho más lentas a realizar que las encuestas sobre el índice de la casa (IC), pues requieren generalmente que todos los envases en una premisa puedan ser examinadas para las etapas no maduras y los detalles guardados de envases positivos y negativos. El índice del envase no proporciona ninguna información en la productividad de diversos envases.

## Razón
La razón es:
- IR = (# de envases positivos * 100 / # de envases inspeccionados)